# پاسارون ده لا ورا
پاسارون ده لا ورا (به اسپانیایی: Pasarón de la Vera) یک دهستان‌های اسپانیا و دهستان و شهرک در اسپانیا است که در استان کاسرس واقع شده‌است. پاسارون ده لا ورا ۴۰ کیلومتر مربع مساحت دارد ۵۹۸ متر بالاتر از سطح دریا واقع شده‌است.